# 近藤久太郎
近藤 久太郎（こんどう ひさたろう、明治16年〈1883年〉 - 明治38年〈1905年〉）は、明治時代の軍人。
父は天然理心流剣術5代目宗主近藤勇五郎。母は新選組局長近藤勇の娘・たま。

## 来歴
明治16年（1883年）、近藤勇五郎・たま夫妻の長男として誕生。
その3年後の明治19年（1886年）6月28日、母たまが死去、当時久太郎は4歳であった。
その後、父は二度再婚し、最初の継母・たよによって双子の妹が、次の継母・かしによって弟・新吉が生まれる。
久太郎は日露戦争に出征し、明治38年（1905年）、中国の高刀屯患者療養所（奉天）で戦病死した。享年23。妻子はなく、近藤勇の嫡流子孫は途絶えることとなった。勇には妾との間にも子供がいたが、その系統が続いているか否かは不明である。
天然理心流剣術宗主は勇五郎の高弟・桜井金八を経て、新吉が継いだ。

## 縁者
母方の祖母は松井つね。父方の祖父、宮川音五郎は勇の長兄。大伯父宮川粂次郎は音五郎の弟で勇の次兄。父方の曽祖父（母方の曽祖父でもある）は宮川久次郎。